# Élisabeth Lorans
Élisabeth Lorans est une archéologue française, spécialiste de la période médiévale, notamment sur des questions d’archéologie urbaine et monastique grâce à son travail concernant l’abbaye de Marmoutier.

## Éléments biographiques

### Études
Elle obtient en 1991 un doctorat en histoire, à l'université de Tours ayant pour thème : La formation de l’habitat et du paysage rural dans le Lochois du VIe au XIIIe siècle. Cette thèse est faite sous la direction de Bernard Chevalier et comprend deux volumes.

### Responsabilités universitaires
Élisabeth Lorans est membre élue de la section 21 (histoire et archéologie antique et médiévale) du Conseil national des universités depuis octobre 2015. À l'université de Tours elle est membre de la commission scientifique disciplinaire paritaire de la section 21. De plus, Élisabeth Lorans est membre suppléante du conseil scientifique de l’Inrap, ainsi que membre du comité de rédaction de la Revue archéologique du centre de la France, une revue archéologique comprenant les régions Auvergne-Rhône-Alpes , Centre-Val de Loire et Île-de-France.

### Responsabilités professorales
Elle est responsable de la formation d’archéologie à l’université de Tours, assure des cours d’archéologie pour les étudiants de licence et master ainsi que l’encadrement de doctorants en archéologie. Elle s’occupe des stages d’archéologie pour les étudiants au site archéologique de Marmoutier.

## Principaux programmes de recherche récents
Elle est directrice des fouilles archéologiques actuelles à l'abbaye de Marmoutier.
Elle effectue des recherches en archéologie urbaine de l'Europe du Nord-Ouest entre le IVe siècle et le XIIe siècle. Ces recherches ont pour thème : « Analyse comparée des processus de transformation des espaces urbains de la fin de l’Antiquité au XIIe siècle », et se concentrent tout particulièrement sur la France et l'Angleterre.
Elle a participé à un programme de recherche collectif: l'ANR Transmondyn. Sa coordonnatrice générale était Lena Sanders qui dirigeait l'UMR 8504 de Géographie-Cités(CNRS-Université Paris 1-Université Paris VII)

## Principales publications récentes

### Marmoutier: archéologie d’un site monastique dans la longue durée
- Avec Émeline Marot et Gaël Simon de l'université de tours, Marmoutier (Tours) : de l’hôtellerie médiévale à la Maison du Grand Prieur.
- Sous la direction de Sébastien Bully et de Christian Sapin, Au seuil du cloître : la présence des laïcs (hôtelleries, bâtiments d’accueil, activités artisanales et de services) entre le V e et le XIIe siècle. Actes des 3es journées d'études monastiques Vézelay, le 27-28 juin 2013'. , Bulletin du Centre d’Études Médiévales d’Auxerre, hors-série no 8, 2015.
- Sous la direction de Michel Lauwers, Circulation et hiérarchie au sein des établissements monastiques médiévaux : à propos de Marmoutier, un chapitre de son livre Monastères et espace social. Genèse et transformation d’un système de lieux dans l’Occident médiéval, Turnhout, Brepols, 2014, p. 289-352 (Collection d’Études médiévales de Nice, 15).
- Avec Thomas Creissen « L'apport des dernières fouilles archéologiques à la connaissance des églises abbatiales de Marmoutier antérieures à la reconstruction gothique », un article dans la revue Hortus Artium Medievalium, vol. 20/2, 2014, p. 532-543.
- Sous la direction de Bruno Judic, Aux origines du monastère de Marmoutier : le témoignage de l’archéologie, Les abbayes martiniennes en Europe, Annales de Bretagne et des Pays de l’Ouest (Anjou, Maine, Poitou-Charente, Touraine), 119-3, 2012, p. 177-203.

### Archéologie urbaine en France et en Angleterre
- En tant que directrice avec Xavier Rodier, Archéologie de l’espace urbain, Presses universitaires François-Rabelais et CTHS, Tours, 2013, 535 p.
- Elle écrit un chapitre de ce livre en tant qu'auteur avec Anne-Marie Jouquand, Nicolas Fouillet et Xavier Rodier, Les rythmes de l’espace urbain à Tours : nouvelles données, nouvelles questions (Ier – Xe s. ap. J.-C.)
- Sous la direction d'Anne-Marie Flambard Héricher et de Jacques Le Maho elle écrit la conclusion de Châteaux, villes et pouvoir au Moyen Âge, actes du colloque de Caen (10-11 octobre 2008), Publications du CRAHM, Caen, 2012, p. 281-289.
- Elle écrit le chapitre Les élites et l'espace urbain : approches archéologique et morphologique (France du Nord et Angleterre, VII e -X e s.), p. 67-97 dans le colloque tenu à Göttingen du 3 au 5 mars 2005 sur Les élites et leurs espaces : mobilité, rayonnement, domination (VI e - XI e s.), Brepols, Turnhout, 2007.
- La christianisation de l'espace urbain en Angleterre du VII e au XI e s. : approche archéologique, chapitre de Construction de l'espace au Moyen Âge : pratiques et représentations, XXXVIIe Congrès de la SHMESP, Mulhouse, 2-4 juin 2006, Paris, Publications de la Sorbonne, 2007, p. 243-261.
- Ensembles épiscopaux et espace urbain dans l'Angleterre anglo-saxonne : un état de la question, Histoire urbaine, no 7, juin 2003, p. 37-53.

### Archéologie funéraire
- Le monde des morts de l'Antiquité tardive à l'époque moderne (IV e -XIX e s.) », dans L'archéologie funéraire, Paris, Éditions Errance, 2007, p. 177-234.
- En tant que directrice, Saint-Mexme de Chinon (V e -XX e s.), Paris, CTHS, 2006, 572 p.

### Modélisation
- Sous la direction de Denis Phan, avec Cécile Tannier, Elisabeth Zadora-Rio, Samuel Leturcq et Xavier Rodier Une ontologie pour décrire les transformations du système de peuplement européen entre 800 et 1100 dans Ontologies et modélisation par SMA en SHS, Paris, Hermès-Lavoisier, 2014, p. 289-310.